# L'uomo che guarda (romanzo)
L'uomo che guarda è un romanzo di Alberto Moravia del 1985. Ad esso si è ispirato l'omonimo film del 1994 di Tinto Brass.

## Analisi
Nelle sue ultime opere, Alberto Moravia si è immerso in un viaggio esplorativo nel mondo oscuro e affascinante dei sensi, esaminando comportamenti, gesti e impulsi umani. Opere come L'uomo che guarda testimoniano in modo tangibile l'incontro con questo enigmatico reame sensoriale. Moravia, attraverso una prosa fantasessuale, ha abbracciato questa ricerca, partendo da un distacco relativo, come testimoniato dall'atmosfera del 1968, per esplorare il melmoso e seducente universo dei sensi.

## Trama
Il protagonista, chiamato Dodo o Edoardo, un uomo di mezza età, ex sessantottino, è ossessionato dall'osservare le donne. La sua ossessione lo porta a scrutare le vite private degli altri, specialmente attraverso finestre, manifestando un piacere voyeuristico. Questo comportamento lo allontana sempre di più dalla realtà e dalle relazioni umane normali, portandolo a un senso profondo di solitudine e alienazione. Dodo diventa un estraneo persino a se stesso, incapace di soddisfare le sue esigenze emotive e relazionali. Inoltre la sua vita coniugale con Silvia, una donna dirompente nella sua sensualità, si svolge in una sontuosa residenza a Roma, diventando l'arena dei complessi rapporti tra marito e moglie.
Il romanzo esplora temi come l'identità, la disconnessione sociale e la ricerca di significato in un mondo moderno caratterizzato dalla solitudine e dalla mancanza di autentiche connessioni umane.

## Edizioni
- Alberto Moravia, L'uomo che guarda, Milano, Bompiani, 1985.